# Mercado de capitales
Un mercado de capitales es un mercado financiero en el que se compran y venden deudas a largo plazo (más de un año) o valores respaldados por acciones. Los mercados de capitales canalizan la riqueza de los ahorradores hacia aquellos que pueden darle un uso productivo a largo plazo, como las empresas o los gobiernos que realizan inversiones a largo plazo. Los reguladores financieros supervisan los mercados de capitales para proteger a los inversores contra el fraude. 

## Principales características
- El inversionista al comprar los títulos (acciones) se convierte en socio de la empresa en parte proporcional a lo invertido.
- Existe mayor riesgo al invertir ya que es un mercado de altos rendimientos variables, en otras palabras, porque hay mucha volatilidad de precios
- No existe garantía de beneficios.
- No existe un plazo definido, cada quien elige cuando comprar y cuando vender los títulos.
- Existe mucha liquidez, es decir, es relativamente fácil la compra-venta de los títulos.

## Tipos de mercados de capitales
- En función de lo que se negocia en ellos, se pueden distinguir:
  - Mercados de valores
    - Instrumentos de renta fija: bonos y obligaciones.
    - Instrumentos de renta variable: acciones.

  - Mercado de crédito a largo plazo (préstamos y créditos bancarios).
- En función de su estructura:
  - Mercados organizados
  - Mercados no-organizados ("Over The Counter")
- En función de los activos: 
  - Mercado primario: el activo es emitido por vez primera y cambia de manos entre el emisor y el comprador (ej: Oferta Pública de Venta en el caso de renta variable, emisión de bonos en el caso de renta fija)
  - Mercado secundario: Estos activos se intercambian entre distintos compradores para dotar de liquidez a dichos títulos y para la fijación de precios.

## Participantes del mercado de capitales
Dentro del mercado de capitales intervienen diversas instituciones del sistema financiero que participan regulando y complementando las operaciones que se llevan a cabo dentro del mercado. Las siguientes cuatro entidades son las más importantes:
- Bolsa de Valores: Su principal función es brindar una estructura operativa a las operaciones financieras, registrando y supervisando los movimientos efectuados por oferentes y demandantes de recursos. Además, da fe de cotizaciones e informa al inversionista de la situación financiera y económica de la empresa y del comportamiento de sus instrumentos financieros.
- Emisoras: Son entidades que colocan acciones (parte alícuota del capital social) u obligaciones con el fin de obtener recursos del público inversionista. Las emisoras pueden ser sociedades anónimas, el gobierno federal, instituciones de crédito o entidades públicas descentralizadas.
- Intermediarios (Casa de Bolsa): Realizan las operaciones de compra y venta de acciones, así como, administración de carteras y portafolio de inversión de terceros.
- Inversionista: Los inversionistas pueden categorizarse en persona física, persona jurídica, inversionista extranjero, inversionista institucional o inversionista calificado. Son personas o instituciones con recursos económicos excedentes y disponibles para invertir en valores.

- Datos: Q750458